# Frequenzmodulation
Die Frequenzmodulation (FM) ist ein Modulationsverfahren in der Nachrichtentechnik, bei dem die Trägerfrequenz durch das zu übertragende Signal verändert wird. Die Frequenzmodulation ermöglicht gegenüber der Amplitudenmodulation einen höheren Dynamikumfang des Informationssignals. Weiterhin ist sie weniger anfällig gegenüber Störungen. Das Verfahren wurde von John Renshaw Carson schon 1922 mathematisch untersucht und 1935 von Edwin Howard Armstrong zuerst praktisch umgesetzt. Die Frequenzmodulation ist eine Winkelmodulation und verwandt mit der Phasenmodulation. Bei beiden wird der Phasenwinkel {\displaystyle \phi _{\mathrm {T} }} beeinflusst.
Nicht zu verwechseln ist sie mit der als digitale Frequenzmodulation oder auch als Miller-Code bezeichneten Kanalkodierung, die beispielsweise bei magnetischen Datenträgern zur Datenaufzeichnung Anwendung findet.

Gegenüberstellung von Amplituden- und Frequenzmodulation

## Modulation
Ein frequenzmoduliertes Signal kann bei hohen Frequenzen mit Hilfe einer Oszillatorschaltung erzeugt werden, deren frequenzbestimmender Schwingkreis eine spannungsabhängige Kapazität, typischerweise eine Kapazitätsdiode, enthält, an welche das Modulationssignal als Signalspannung gelegt wird. Dadurch ändern sich die Kapazität der Diode und damit auch die Resonanzfrequenz des Schwingkreises. FM bei tiefen Frequenzen lässt sich einfacher mit spannungsgesteuerten Oszillatoren erzeugen. Zur digitalen Erzeugung eines frequenzmodulierten Signals lässt sich vorteilhaft eine Direct-Digital-Synthesis-Schaltung (DDS) oder die Quadraturamplitudenmodulation (IQ-Modulation) verwenden.

## Demodulation
Vor der Demodulation wird die Amplitude des FM-Signals konstant gehalten („begrenzt“), um etwaige Amplitudenänderungen, die durch Störungen auf dem Übertragungsweg entstehen können, zu beseitigen. Dieses ist möglich, da in der Amplitude keine Informationen enthalten sind. Üblicherweise verwendet man dafür eine Kette von Differenzverstärkern.
Das empfangene FM-Signal wird selten unmittelbar demoduliert, sondern zuerst nach dem Superhet-Prinzip in eine Zwischenfrequenz versetzt, dieser Vorgang wird als Mischung bezeichnet. Beispielsweise wird der FM-Rundfunk auf der Trägerfrequenz f = 100 MHz mit einem Frequenzhub ΔfT = ±40 kHz übertragen. Der relative Hub beträgt
{\displaystyle H={\frac {f_{\mathrm {T} }}{f}}={\frac {40\ \mathrm {kHz} }{100\ \mathrm {MHz} }}=0{,}0004}
und erlaubt keine problemlose Demodulation. Durch Umsetzung auf die bei UKW-Empfängern übliche Zwischenfrequenz von 10,7 MHz wird H etwa verzehnfacht und die Schaltung vereinfacht. Schmalband-FM wie Slow Scan Television ist ohne diese vorgehende Frequenzänderung überhaupt nicht demodulierbar.
Es gibt verschiedene Arten von FM-Demodulatoren. Ein Diskriminator wandelt das FM-Signal zuerst in eine Amplituden- oder Pulsmodulation um. In der Anfangszeit benutzte man dazu einfache Flankengleichrichter, später Ratiodetektoren. Bei dem Koinzidenzdemodulator wird aus dem frequenzmodulierten Signal ein phasenmoduliertes Signal gebildet, das dann demoduliert werden kann. Eine weitere Möglichkeit ist der PLL-Demodulator. Durch Phasenvergleich des modulierten Signals mit dem Signal eines lokalen Oszillators erhält man eine Spannung entsprechend der Abweichung, mit der man den PLL-Oszillator nachregelt. Die Regelspannung ist zugleich das NF-Ausgangssignal. PLL-Demodulation liefert eine hohe Empfangsqualität und -sicherheit, sie war jedoch aufwendig bis zur Verbreitung von speziell dafür entwickelten integrierten Schaltungen.
Aus der Ausgangsspannung des FM-Demodulators gewinnt man häufig gleichzeitig eine Regelspannung, mit der man den Oszillator des Empfängers nachführt (Automatic frequency control, kurz AFC), um das Signal in der Mitte des Durchlassbereiches der ZF-Filter und so die Verzerrung gering zu halten.

## Kenngrößen
Man bezeichnet
- die durch die Modulation verursachte Änderung der Trägerfrequenz mit ΔfT (auch Frequenzhub oder kurz Hub)
- die Änderung des Phasenwinkels des Trägers mit {\displaystyle \Delta \varphi _{\mathrm {T} }} und
- das Verhältnis des Frequenzhubs {\displaystyle \Delta f_{\mathrm {T} }} zur Modulationsfrequenz {\displaystyle f_{\mathrm {S} }} als Modulationsindex η:

{\displaystyle \eta ={\frac {\Delta f_{\mathrm {T} }}{f_{\mathrm {S} }}}\,}
wobei {\displaystyle f_{\mathrm {S} }} die höchste zu übertragende Nutzsignalfrequenz darstellt (Bandbreite des Nutzsignals).
Für die Bandbreite des frequenzmodulierten Signals gilt näherungsweise die Carson-Formel:
{\displaystyle B_{10\,\%}=2\cdot (\Delta f_{\mathrm {T} }+f_{\mathrm {S} })=2\cdot f_{\mathrm {S} }\cdot (\eta +1)\,}
(bei einem Modulationsindex η größer 1).
Hierbei werden alle Spektrallinien bis auf 10 % der Amplitude des Trägers erfasst. Es liegen somit 90 % der Spektrallinien innerhalb der errechneten Bandbreite (Bandbreite mittlerer Übertragungsgüte). Berücksichtigt man Spektrallinien bis auf 1 % der Trägeramplitude, so ergibt sich (ebenfalls als Carson-Formel bezeichnet) die Bandbreite für eine hohe Übertragungsgüte, bei der 99 % der Spektrallinien in der Bandbreite liegen, durch:
{\displaystyle B_{1\,\%}=2\cdot (\Delta f_{\mathrm {T} }+2f_{\mathrm {S} })=2\cdot f_{\mathrm {S} }\cdot (\eta +2)\,}
(bei einem Modulationsindex η größer 1).
Als konkretes Beispiel für die dargestellten Kenngrößen sei der frequenzmodulierte UKW-Hörfunk angegeben: Dabei wird bei Monoprogrammen mit einem Frequenzhub ΔfT = 75 kHz und einer Grenzfrequenz des Audiosignals von fS = 15 kHz gearbeitet. Damit ergibt sich beim UKW-Hörfunk ein Modulationsindex η = 5 und eine benötigte Bandbreite B10 % = 180 kHz im UKW-Band. Bei UKW-Stereo-Hörfunk inklusive des Datensignals des Radio Data Systems (RDS) liegt die Basisbandbreite bei fS = 60 kHz und die benötigte UKW-Bandbreite bei knapp 400 kHz. Benachbarte UKW-Stereo-Sender müssen daher mindestens um 400 kHz versetzt senden, um sich nicht gegenseitig zu stören.
Unter Schmalband-FM wird eine Frequenzmodulation verstanden, deren Modulationsindex η kleiner als 2 ist, darüber wird als Breitband-FM bezeichnet. Der analoge UKW-Hörfunk zählt zu dem Breitband-FM, Schmalband-FM findet unter anderem im Bereich des Amateurfunks wie im 70-cm-Band Anwendung.

## Veranschaulichung

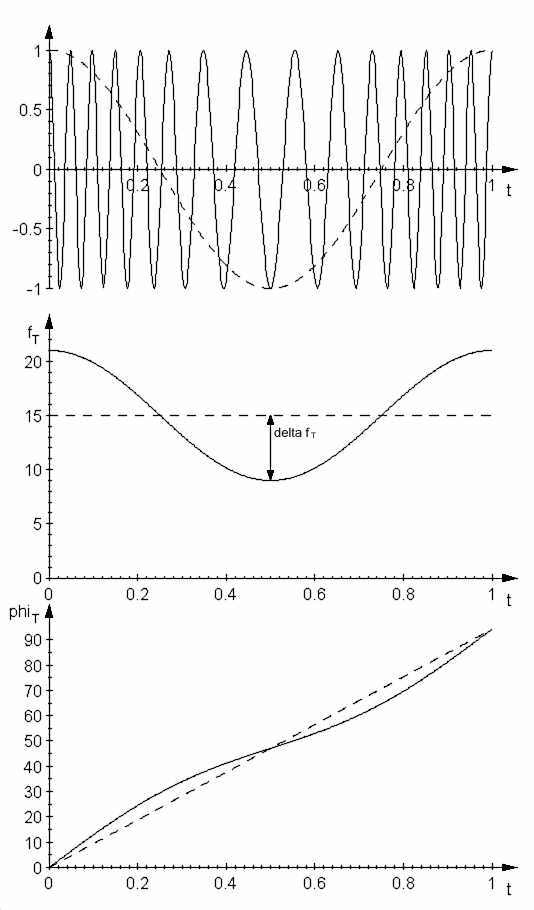
Abbildung 1: Moduliertes Signal f(t), Momentanfrequenz f(t) und Momentanphasenwinkel

Das obere Diagramm von Abbildung 1 zeigt ein frequenzmoduliertes Signal sowie gestrichelt das Informationssignal. Der Träger hat im Beispiel die 15-fache Frequenz des Signals, das Signal ist ein einfacher Kosinus. Man erkennt, dass dort, wo der Momentanwert der Spannung des Signals am niedrigsten ist, die Frequenz des modulierten Signals gleichfalls am niedrigsten ist. Während des Nullpunktdurchlaufs des Informationssignals hat der modulierte Träger dieselbe Frequenz wie der unmodulierte Träger. Die Frequenz des Informationssignals ist davon abhängig, wie oft es pro Sekunde zu einer Frequenzänderung des Trägers kommt. Die Amplitude des Signals ist abhängig davon, wie groß die Frequenzänderung (Hub) ist. Je öfter pro Sekunde sich die Frequenz des Trägers ändert, desto größer ist die Frequenz des Informationssignals. Je größer der Hub, desto größer ist die Amplitude des Informationssignals. Je größer die Amplitude oder Frequenz des Informationssignals, desto größer ist die benötigte Bandbreite.
Im mittleren Diagramm von Abbildung 1 ist die Änderung der Frequenz des Trägers in Abhängigkeit von obigem Signal dargestellt, gestrichelt der unmodulierte Träger. Das untere Diagramm  von Abbildung 1 zeigt den Phasenwinkel des Trägers in rad. Gestrichelt ist der unmodulierte Träger dargestellt. Der Phasenzeiger des Trägers dreht sich fortlaufend, deswegen steigt der Graph auch bei unmoduliertem Signal. Die durchgezogene Linie stellt den Phasenwinkel des modulierten Signals dar. {\displaystyle \Delta \varphi _{\mathrm {T} }} ist jedoch nicht proportional zum Momentanwert der Signalspannung. {\displaystyle \Delta \varphi _{\mathrm {T} }} und {\displaystyle \Delta f_{\mathrm {T} }} sind um 90° verschoben.

## Frequenzspektrum

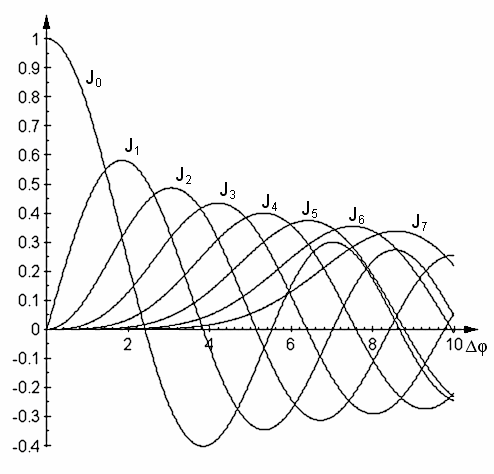
Besselfunktionen,, …

Bei einem frequenzmodulierten Signal entstehen Seitenschwingungen im Abstand der Signalfrequenz von der Trägerfrequenz. Theoretisch entstehen unendlich viele Seitenschwingungen. Praktisch werden Seitenschwingungen kleiner 10 % der Amplitude des unmodulierten Trägers vernachlässigt, daraus ergibt sich die Carson-Formel für die Bandbreite. Die Höhe der einzelnen Seitenschwingungen und damit die Leistungsverteilung in Abhängigkeit von {\displaystyle \Delta \varphi _{\mathrm {T} }} ermittelt man anhand eines Besselfunktionsdiagramms mit den Modulationsindizes.
Die Gleichung für die einzelnen Komponenten der Frequenzmodulation lautet:
{\displaystyle {\begin{matrix}u_{\mathrm {WM} }(t)=&{\hat {U}}_{\mathrm {T} }\cdot [\\&&J_{0}(\Delta \varphi )\cdot \cos(\omega _{\mathrm {T} }\cdot t)&{\text{(Trägeranteil)}}\\&&-J_{1}(\Delta \varphi )\cdot \sin((\omega _{\mathrm {T} }-\omega _{\mathrm {S} })\cdot t)&{\text{(Anteil erste Unterschwingung)}}\\&&-J_{1}(\Delta \varphi )\cdot \sin((\omega _{\mathrm {T} }+\omega _{\mathrm {S} })\cdot t)&{\text{(Anteil erste Oberschwingung)}}\\&&-J_{2}(\Delta \varphi )\cdot \cos((\omega _{\mathrm {T} }-2\,\omega _{\mathrm {S} })\cdot t)&{\text{(Anteil zweite Unterschwingung)}}\\&&-J_{2}(\Delta \varphi )\cdot \cos((\omega _{\mathrm {T} }+2\,\omega _{\mathrm {S} })\cdot t)&{\text{(Anteil zweite Oberschwingung)}}\\&&+J_{3}(\Delta \varphi )\cdot \sin((\omega _{\mathrm {T} }-3\,\omega _{\mathrm {S} })\cdot t)&{\text{(Anteil dritte Unterschwingung)}}\\&&+J_{3}(\Delta \varphi )\cdot \sin((\omega _{\mathrm {T} }+3\,\omega _{\mathrm {S} })\cdot t)&{\text{(Anteil dritte Oberschwingung)}}\\&\ldots ]&\end{matrix}}}
Die Faktoren {\displaystyle J_{n}(\Delta \varphi )} müssen dabei aus dem Bessel-Diagramm bei einem gegebenen {\displaystyle \Delta \varphi } abgelesen werden. Bei bestimmten {\displaystyle \Delta \varphi } können der Träger oder Seitenschwingungspaare verschwinden. Anhand dessen ist auch zu sehen, dass bei {\displaystyle \Delta \varphi <1} das Leistungsverhältnis zwischen Träger und Seitenschwingungen ungünstig wird.
Da bei Frequenzmodulation aufgrund {\displaystyle \Delta \varphi _{\mathrm {T} }={\tfrac {\Delta f_{\mathrm {T} }}{f_{\mathrm {S} }}}} bei steigender Signalfrequenz {\displaystyle \Delta \varphi _{\mathrm {T} }} kleiner wird, lassen sich hohe Frequenzen mit Frequenzmodulation im Gegensatz zur Phasenmodulation schlechter übertragen, da die Seitenschwingungsanteile immer kleiner werden. Häufig wendet man bei FM deshalb vor der Modulation eine Preemphasis auf das Signal an, um die hohen Frequenzen anzuheben, was mit einer Deemphasis im Empfänger wieder rückgängig gemacht wird.

## Zusammenhang mit der Phasenmodulation
Frequenzmodulation und Phasenmodulation hängen mathematisch eng zusammen. Eine Phasenmodulation eines sinusförmigen Trägers kann man sehr einfach ausdrücken. Zunächst der unmodulierte Träger:
{\displaystyle s(t)=\sin(\omega _{0}t+p_{0})}
Der Ausdruck {\displaystyle (\omega _{0}t+p_{0})} bezeichnet die momentane Phase. {\displaystyle \omega _{0}} ist die Trägerkreisfrequenz, {\displaystyle p_{0}} ist eine Konstante, die Phase zum Zeitpunkt {\displaystyle t=0}. Wir können die momentane Phase als Funktion der Zeit schreiben: {\displaystyle p(t)=(\omega _{0}t+p_{0})}.
Nun wird die momentane Phase durch Addition eines Modulators verändert, dadurch entsteht der Ausdruck für eine Phasenmodulation:
{\displaystyle s(t)=\sin(\omega _{0}t+p_{0}+M_{p}m(t))}
Dabei bezeichnet {\displaystyle M_{p}} die Modulationsstärke und {\displaystyle m(t)} die modulierende Funktion oder kurz den Modulator. Entsprechend:
{\displaystyle p(t)=(\omega _{0}t+p_{0}+M_{p}m(t))}.
Man sieht, dass eine Phasenmodulation mathematisch sehr einfach auszudrücken ist.
Eine Frequenzmodulation setzt aber voraus, dass sich die Frequenz ständig ändert. Dieses lässt sich nicht mehr durch einen Term der Form {\displaystyle \omega _{0}t} ausdrücken, sondern wir müssen den Begriff der momentanen Kreisfrequenz einführen: {\displaystyle \omega (t)={\dfrac {\mathrm {d} }{\mathrm {d} t}}p(t)}. Die momentane Frequenz ist also ganz allgemein die zeitliche Ableitung der Phasenfunktion (vgl. in diesem Zusammenhang die Beziehung zwischen Geschwindigkeit und Ort und die Analogie zwischen Phase und Ort bzw. Frequenz und Geschwindigkeit). Dieses ist der Kern des Zusammenhangs zwischen Frequenz- und Phasenmodulation. Betrachten wir unter diesem Gesichtspunkt noch einmal die Phase des unmodulierten Trägers:
{\displaystyle p(t)=\omega _{0}t+p_{0}}
Die zeitliche Ableitung ist:
{\displaystyle \omega (t)={\frac {\mathrm {d} }{\mathrm {d} t}}(\omega _{0}t+p_{0})=\omega _{0}}.
Der neueingeführte Begriff der momentanen Frequenz beinhaltet also auch sinnvoll den Fall konstanter Frequenz. Eine Frequenzmodulation fordert nun, dass sich die momentane Frequenz nach der folgenden Vorschrift verhält: {\displaystyle \omega (t)=\omega _{0}+M_{f}\,m(t)}. Für die Berechnung der Kurvenform zu jedem Zeitpunkt jedoch benötigen wir nicht die momentane Frequenz, sondern die Phasenfunktion. Wenn die Frequenz die Ableitung der Phase ist, so ist umgekehrt die Phase das Integral der Frequenz:
{\displaystyle p(t)=\int \omega (t)\,\mathrm {d} t}
im Beispiel:
{\displaystyle p(t)=\int (\omega _{0}+M_{f}m(t))\,\mathrm {d} t=\omega _{0}t+p_{0}+M_{f}\int m(t)\,\mathrm {d} t\,}
Damit erhält man für die Frequenzmodulation folgenden Ausdruck:
{\displaystyle s_{f}(t)=\sin \left(\omega _{0}t+p_{0}+M_{f}\int m(t)\,\mathrm {d} t\right)}
Der direkte Vergleich mit dem Ausdruck für die Phasenmodulation zeigt:
{\displaystyle s_{p}(t)=\sin \left(\omega _{0}t+p_{0}+M_{p}m(t)\right)}
Die Interpretation dieses Sachverhaltes wird in folgendem Beispiel klar. Setze {\displaystyle m(t)=\sin(\omega _{m}t+p_{m})}, dann erhält man für die Modulationen:
{\displaystyle s_{f}(t)=\sin \left(\omega _{0}t+p_{0}-{\frac {M_{f}}{\omega _{m}}}\cdot \cos(\omega _{m}t+p_{m})\right)}
und
{\displaystyle s_{p}(t)=\sin \left(\omega _{0}t+p_{0}+M_{p}\sin(\omega _{m}t+p_{m})\right)}.
Der Phasenhub ist also für die Phasenmodulation immer noch {\displaystyle M_{p}}, für die Frequenzmodulation erhält man {\displaystyle {\frac {M_{f}}{\omega _{m}}}}. Die momentane Frequenz ist für die Phasenmodulation {\displaystyle \omega _{0}+M_{p}\omega _{m}\cos(\omega _{m}t+p_{m})} und für die Frequenzmodulation {\displaystyle \omega _{0}+M_{f}\cdot \sin \left(\omega _{m}t+p_{m}\right)}. In beiden Fällen findet eine Modulation der Phase statt. Allerdings wirkt bei der Frequenzmodulation nicht der Modulator direkt auf die Phase ein, sondern es ist erst das Integral des Modulators zu rechnen. Das Integral hat eine Tiefpasswirkung. Der Phasenhub wird also bei der Frequenzmodulation mit zunehmender Frequenz des Modulators geringer. Umgekehrt wird der Frequenzhub bei der Phasenmodulation mit niedriger werdender Modulatorfrequenz immer geringer.
Bei typischen analogen Oszillatoren mit RC- oder LC-Gliedern treten Differentialgleichungen auf, in denen z. B. Ströme integriert werden. Folglich kommt es mit einfachsten Mitteln immer zu einer Frequenzmodulation. Eine Veränderung der Stellgröße ändert dabei kontrolliert die Frequenz und erst mittelbar die Phase. Eine Phasenmodulation ist dagegen analog sehr schwierig, da meistens kein direkter Zugriff auf die Phasenfunktion möglich ist. Bei digitalen Oszillatoren ist beides in einfacher Weise möglich, denn es besteht direkter Zugriff auf den Phasenzeiger.

## Modulationsgewinn, rauschbegrenzte Empfindlichkeit
Gegenüber einer Amplitudendemodulation (AM) hat ein FM-Demodulator einen Modulationsgewinn – er bewertet das Rauschen weniger stark als das Nutzsignal. Bei zu geringem Träger-Rausch-Verhältnis (CNR von engl. Carrier to Noise Ratio) verliert die FM diesen Modulationsgewinn.
Es treten durch Phasensprünge Fehler bei der Bestimmung der Momentanfrequenz auf, die sich in kurzen Nadelimpulsen im Signal äußern. Dieser Verlust des Modulationsgewinnes beginnt unterhalb von 12 dB CNR und führt unterhalb 5,5…9 dB CNR (FM-Schwelle) zu einer starken Verschlechterung des Empfanges.
Die „Fischchenbildung“ beim analogen SAT-Empfang ist z. B. auf dieses Problem zurückzuführen.

## Anwendungen

### Funktechnik
FM ermöglicht eine qualitativ gute, störungsarme drahtlose Übertragung von Hörfunkprogrammen.
Sie wird auch für den Fernsehton und oft auch beim Sprechfunk genutzt.
Während bei AM auch durch einen schmalbandigen Filter das Signal nicht ganz vom Rauschen getrennt werden kann, ist es beim FM-Empfänger trotz des breitbandigen Filters möglich, die Qualität wesentlich zu verbessern:
- der Demodulator (Ratiodetektor, Koinzidenzdemodulator, PLL-Demodulator) wird kaum durch Amplitudenschwankungen beeinflusst
- Amplitudenschwankungen werden zusätzlich durch eine Signalbegrenzung (Begrenzerverstärker) reduziert
- die Sendeleistung ist konstant hoch
- Frequenzgangfehler bei der Demodulation ergeben nur geringe nichtlineare Verzerrungen
- Gleichkanalstörungen – also im gleichen Frequenzbereich – erzeugen geringere NF-Störungen als bei Verwendung von AM
- Schwunderscheinungen haben kaum Einfluss – die Empfangsfeldstärke darf schwanken

Durch die erste Anwendung der FM beim UKW-Hörfunk kam es vor allem im englischsprachigen Bereich zur technisch unkorrekten Gleichsetzung der Begriffe FM und UKW und zur entsprechenden Kennzeichnung auf den Rundfunkgeräten.

### Audio/Video-Technik
Das Videosignal und der Ton bei Videorekordern ist frequenzmoduliert aufgezeichnet.
Analoges Satelliten-TV wird ebenfalls frequenzmoduliert.

### Messtechnik
Durch periodische Änderung der Frequenz eines Messgenerators (Wobbelgenerator) innerhalb eines bestimmten Bereiches kann die Durchlasskennlinie einer elektrischen Baugruppe (z. B. Bandpass) oder eines ganzen Systems bestimmt werden. Dabei wird der Amplitudengang als Funktion der Frequenz aufgetragen. Dieser Vorgang wird auch als Wobbeln bezeichnet.

### Fernsehtechnik
Der Tonkanal wird bei analogen Fernsehsendern immer auf einem eigenen Träger frequenzmoduliert übertragen. Die Trägerfrequenz liegt 5,5 MHz (CCIR) bzw. 6,5 MHz (OIRT) neben der Bildträgerfrequenz. Im Empfänger wird die Differenzfrequenz durch Mischung von Bild- und Tonträgerfrequenz gewonnen und nach Filterung wie beim UKW-Empfang demoduliert. Die Fernsehnorm SECAM verwendet FM zur Übertragung der Farbinformation.

### FM-Anlage für schwerhörige Menschen
Zur Tonübertragung von Rundfunk- und Fernsehton sowie in Schulklassen und Konferenzräumen werden spezielle FM-Tonübertragungsanlagen für schwerhörige Menschen verwendet.

### Digitaltechnik
Durch Frequenzumtastung und ähnliche Verfahren können binäre Informationen kodiert und über größere Strecken (zum Beispiel über Telefonleitungen) übertragen werden.

### Drucktechnik
Frequenzmodulierte Rasterung: Rasterverfahren, das mit sehr kleinen Bildpunkten gleicher Größe arbeitet. Die Bildwiedergabe wird durch unterschiedlich dichte Streuung der Punkte erreicht. Lichte Bildstellen haben wenig Bildpunkte, tiefe Bildstellen mehr. Im Gegensatz dazu steuert das klassische amplitudenmodulierte Raster die Bildwiedergabe durch Variation der Punktgrößen und Rasterwinkel. FM-Raster ermöglichen eine fotorealistische Halbtonwiedergabe und eine detailreichere Wiedergabe, selbst auf Druckern mit geringer Auflösung. Moiré-Effekte werden vermieden. Auch die Auflösung der Vorlagen kann bei vergleichbarer Ausdruckqualität niedriger sein als bei amplitudenmodulierten Rastern. Ein „unruhiges“ Bild kann in glatten Flächen, homogenen Rasterflächen oder Verläufen entstehen.

### Elektronische Musik
Hauptartikel: FM-Synthese
Frequenzmodulation (FM) ermöglichte schon bei den frühesten analogen Modular-Synthesizern (um 1960) die Erzeugung recht komplexer Klänge. Beim Umstellen auf Digitaltechnik erkannte man, dass es viel günstiger ist, Phasenmodulation (PM) zu verwenden. Das führt zu einem erheblichen klanglichen Unterschied: ein Grund dafür wurde oben schon genannt – es ist der mit steigender Modulatorfrequenz bei FM schwindende Phasenhub, der dagegen bei PM konstant bleibt. Bei PM bleibt also die Stärke der Partialtöne auch bei Änderung der Modulatorfrequenz konstant, das vereinfacht die Handhabung. Die bei FM schwer zu kontrollierenden Frequenzabweichungen treten bei PM nicht auf, da kein direkter Zugriff auf die Frequenz erfolgt. Das macht die Programmierung von Klängen mittels PM verglichen mit FM für den Musiker wesentlich einfacher. Allerdings wird ein mittels PM erzeugtes Vibrato mit sinkender Frequenz schwächer.
Nur aus historischen Gründen wurde die Bezeichnung FM weiterhin verwendet, z. B. bei den Geräten der Firma Yamaha (DX7 usw.).

## Frequenzmodulationen in der Akustik
Frequenzmodulation bestimmt oft den Charakter von Klangkörpern und Musikinstrumenten.
Bei Lautsprechern ist sie dagegen unerwünscht.

### Klangkörper
Klangkörper, die eine ausgedehnte Fläche haben (z. B. Glocken, Gongs, Röhren, Platten, Bleche), führen oft frequenzmodulierte Eigenschwingungen aus:
Ein Metallblech hat eine gewisse Steifheit, die es dem Versuch, es zu verbiegen, entgegensetzt. Durch Wellenform kann diese Steifheit in einer Richtung vergrößert werden (Wellblech).
Breitet sich eine Biegewelle über ein ebenes Blech aus, entstehen und verschwinden solche Wellen-Strukturen periodisch. Eine senkrecht dazu verlaufende höherfrequente Welle einer (weiteren) Eigenschwingung findet nun genau in diesem Rhythmus ein steiferes oder weicheres Medium vor; die Frequenz dieser Eigenschwingung wird somit aufgrund der daraus resultierenden unterschiedlichen Fortpflanzungsgeschwindigkeit im Rhythmus der Biegewelle moduliert.
Ein Beispiel, an welchem sich dies sowohl statisch als auch dynamisch demonstrieren lässt, ist ein von Hand variabel verbogenes Band aus Federstahl (z. B. ein großes Sägeblatt), welches dabei angeschlagen wird.

### Musikinstrumente
Saiten von Saiteninstrumenten werden frequenzmoduliert, indem man ihre Länge oder ihre Spannung ändert. Ersteres wird beim Vibrato und dem Glissando bei Streichinstrumenten und auch der Sitar angewendet, letzteres ebenfalls bei der Sitar, besonders aber bei Gitarren. Die Saitenspannung wird verändert, indem sie auf dem Griffbrett zur Seite gezogen werden oder indem bei elektrischen Gitarren der Saitenhalter bewegt wird (siehe hierzu Tremolo (Gitarre)).
Saiten besitzen darüber hinaus eine amplitudenabhängige Eigenfrequenz, die besonders bei darmbespannten Violinen und Saiteninstrumenten mit geringer Saitenspannung bzw. großer Schwingungsamplitude klanglich zum Tragen kommt.
Unter anderem bei Flöten ist die Tonfrequenz vom Anblasdruck abhängig; dadurch kann ebenfalls eine Frequenzmodulation erzeugt werden, welche allerdings zusätzlich eine Amplitudenmodulation (Tremolo) aufweist.

### Lautsprecher
Frequenzmodulation kommt bei Lautsprechern vor, die zugleich hohe Frequenzen und tiefe Frequenzen mit hoher Amplitude wiedergeben; eine Frequenzmodulation der hohen Frequenzen entsteht hierbei durch die sich im Rhythmus der tiefen Frequenz auf den Hörer zu- und wegbewegende Membran (Dopplereffekt). Der Effekt ist unerwünscht und kann durch Zwei- oder Mehrwegeboxen oder durch einen Lautsprecher mit großem Membrandurchmesser vermieden werden.

## Kurzbezeichnung von FM-Arten
- F1 – Frequenzmodulation; ein einziger Kanal, der quantisierte oder digitale Information enthält (ohne Verwendung eines modulierenden Hilfsträgers)
- F2 – Frequenzmodulation; ein einziger Kanal, der quantisierte oder digitale Information enthält (unter Verwendung eines modulierenden Hilfsträgers)
- F3 – Frequenzmodulation; ein einziger Kanal, der analoge Information enthält